# Marie-Antoinette Tonnelat
Marie-Antoinette Tonnelat (Charolles, 5 de março de 1912 — Paris, 3 de dezembro de 1980) foi uma física francesa.
Obteve um doutorado em 1939, orientada por Louis de Broglie.
Especializada na teoria da relatividade, participou de seu desenvolvimento histórico.
Participou da 8ª Conferência de Solvay.

## Obras
- La Théorie du champ unifié d'Einstein et quelques-uns de ses développements (Gauthier-Villars, 1955)
- Les Principes de la théorie électromagnétique de la relativité (Masson, 1959)
- Les Vérifications expérimentales de la relativité générale (Masson, 1964)
- Les Théories unitaires de l'électromagnétisme et de la gravitation (Gauthier-Villars, 1965)
- Histoire du principe de relativité (Flammarion, 1970).